# Eishockey-Nationalliga (Österreich) 1980/81
Die Saison 1980/81 der österreichischen Eishockey-Nationalliga wurde mit sieben Mannschaften ausgetragen. Meister wurde die Eishockeysektion des ATSE Graz.

## Tabelle
| Pl. |                | Spiele | Punkte |
| 1.  | ATSE Graz      | 24     | 47     |
| 2.  | EHC Lustenau   | 24     | 40     |
| 3.  | ATSV Steyr     | 24     | 22     |
| 4.  | EC Dornbirn    | 24     | 21     |
| 5.  | EK Zell am See | 24     | 18     |
| 6.  | Grazer SV      | 24     | 12     |
| 7.  | EC Zeltweg     | 24     | 8      |

Der ATSE Graz verzichtete auf einen Aufstieg in die Bundesliga.